# Josef Kiene
Josef Kiene (* 28. Mai 1895 in Bad Tölz; † 30. Januar 1981 in Trostberg) war ein deutscher Politiker (SPD).

## Leben
Kiene machte eine Berufslehre als Gürtler, bis 1925 war er in diesem Beruf tätig. Er studierte mit Stipendium an der Arbeiter-Akademie Frankfurt am Main Arbeitsrecht, Nationalökonomie und Sozialwissenschaft. Anschließend war er ein Jahr auf Reisen als Referent für Jugendfragen und Redakteur und Geschäftsführer der Zeitung „Volksfreund“ in Trostberg. Er war Inhaber eines Friseurgeschäfts. 1933 und von 1935 bis 1936 war er im KZ Dachau interniert. Während des Zweiten Weltkriegs war er Werkmeister im Metallätzwerk Fritz Lecher in München.
1945 wurde Kiene nach dem Einmarsch der Amerikaner durch die amerikanische Militärregierung als stellvertretender Landrat in Traunstein berufen. Er war Mitglied im Beratenden Landesausschuss, dem Vorparlament, der Verfassunggebenden Landesversammlung und danach von 1946 bis 1970 Abgeordneter des Bayerischen Landtags. Er wurde stets über die Liste im Wahlkreis Oberbayern gewählt. Kiene leitete während der ersten Legislaturperiode den Landwirtschaftsausschuss des Bayerischen Landtags und gehörte in der Folgeperiode sowohl dem Agrar- als auch dem Haushaltsausschuss an.
Von 1948 bis 1958 war er Vorsitzender der SPD im Bezirk Südbayern und von 1951 bis 1958 Sekretär der SPD-Landtagsfraktion. In den 1950er- und 1960er-Jahren war Kiene 1. Berichterstatter des Forstrechteausschusses des Bayerischen Landtags. Er hat entscheidend am Forstrechtegesetz von 1958 und am Teil- und Zinswaldgesetz von 1964 mitgewirkt.
1952 trat er gegen Landrat Hans Unnützer (CSU) im Kreistag des Landkreises Traunstein zur Wahl des neuen Landrats an. Beide erhielten im ersten und einzigen Durchgang jeweils 20 Stimmen. Danach musste das Los entscheiden, wobei Unnützer gewann. 1958 wählten dann nach einer Wahlrechtsänderung alle Landkreisbürger den Landrat und entschieden sich mehrheitlich für Kiene.
Von 1958 bis 1970 war er Landrat von Traunstein. Nachdem er 1970 aus Altersgründen nicht mehr angetreten war, setzte sich bei der Wahl zum Landrat im Jahr Leonhard Schmucker (CSU) durch.